# Kameralamt Heilbronn

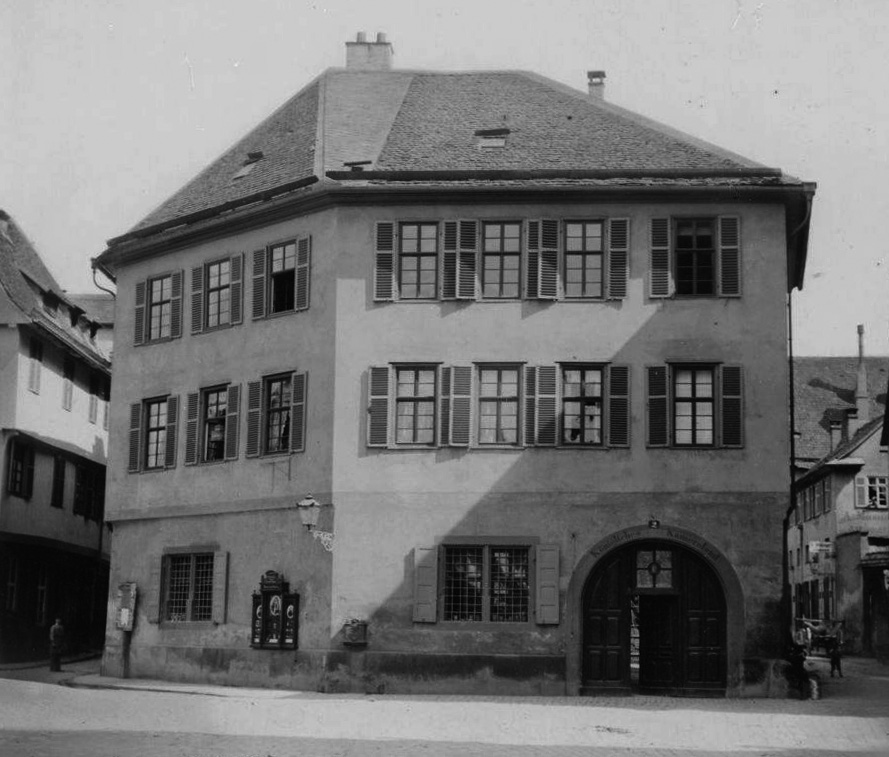
Das 1894 abgerissene Kameralamt in Heilbronn

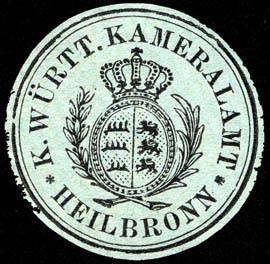
Siegelmarke des K. Württ. Kameralamts Heilbronn

Das Kameralamt Heilbronn war eine Einrichtung des Königreichs Württemberg, die im Amtsbezirk Besitz und Einkommen des Staates verwaltete. Es bestand von 1806 bis 1922 in Heilbronn. Das Kameralamt wurde im Rahmen der Neuordnung der Staatsfinanzverwaltung im Königreich Württemberg geschaffen.

## Geschichte
Gemäß Verordnung von 1807 wurden sämtliche Kameralämter in Heilbronn zu einem Kameralamt vereinigt und diesem die Orte Horkheim, Ober- und Untereisesheim, Kirchhausen, Biberach, der vormals deutschordensche Anteil an Talheim nebst dem Hohenreiner-Hof zugeteilt.
Laut Dekret vom 7. Juli 1807 wurde der Teil des Amtes Talheim der Patrimonialherrschaft von Gemmingen dem Kameralamt Heilbronn zugewiesen. Durch Verordnung vom 6. Juni 1819 hat das Kameralamt Heilbronn vom Kameralamt Kochendorf die Orte Bonfeld und Fürfeld sowie die Forst- und Jagdgefälle des Reviers Neuenstadt im Forstamt Neuenstadt übernommen. Gemäß Verfügung betreffs der Änderung der Kameralbezirkseinteilung von 1837 wurde der Ort Großgartach vom Kameralamt Brackenheim an das Kameralamt Heilbronn abgetreten, wonach dieses den Oberamtsbezirk Heilbronn vollständig umfasste. Durch Beschluss vom 15. März 1837 hat das Kameralamt übernommen:
- vom Kameralamt Großbottwar die Orte Abstatt mit Happenbach, Vohenlohe und Wildeck, Untergruppenbach und Obergruppenbach, Donnbronn und Stettenfels,
- vom Kameralamt Weinsberg das zum Forstamt Neuenstadt gehörige Revier Stettenfels.

Der erste Kameralverwalter in Heilbronn war 1807 der vormalige Pfleger des Lichtensterner Pfleghofs, Johann Gottlieb Pistorius, der aber bald wegen Dienstvergehen seiner Stelle enthoben wurde. Besonders bekannt wurde der ab 1833 amtierende Kameralverwalter Friedrich Ludwig von Schmoller, der 1863 dritter Ehrenbürger der Stadt Heilbronn war.